# Grimault
Grimault je francouzská obec v departementu Yonne, v regionu Burgundsko-Franche-Comté. V roce 2008 zde žilo 121 obyvatel. Leží u řeky Serein.